# Harold Bernard St. John

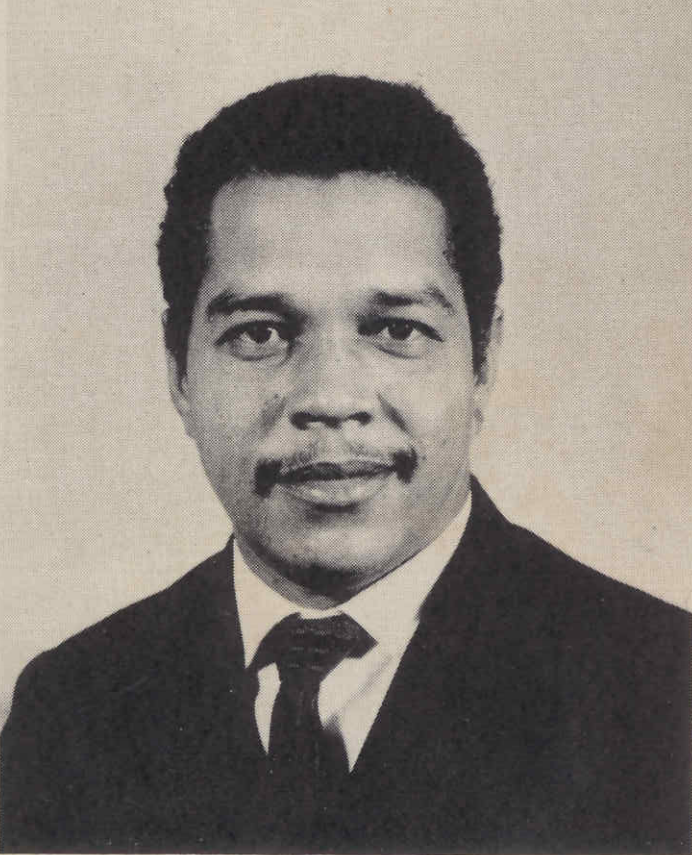
Harold Bernard St. John

Sir Harold Bernard Saint John (* 16. August 1931; † 29. Februar 2004 in Bridgetown) war ein Politiker aus Barbados.

## Biografie
St. John, der seit 1959 Mitglied der Barbados Labour Party (BLP) war, begann seine politische Laufbahn, als er 1964 zum Senator ernannt wurde. Nach der Souveränität vom Vereinigten Königreich am 30. November 1966 wurde er zum Abgeordneten des Versammlungshauses (House of Assembly) gewählt. Als er bei den 1971 dieses Mandat wegen der Stimmenverluste der BLP wieder verlor, wurde er erneut für fünf Jahre zum Senator ernannt.
Nach dem Wahlsieg der BLP von 1976 und seiner erneuten Wahl ins Versammlungshaus wurde er von Premierminister John Michael G. Adams am 7. September 1976 zum Stellvertretenden Premierminister sowie Minister für Handel und Tourismus in dessen Kabinett berufen.
Als Adams am 11. März 1985 starb, war er kraft Amtes dessen Nachfolger. Unmittelbar darauf musste er sich damit beschäftigen eine Lösung für die umfangreichen Probleme des Handels und Zahlungsverkehrs innerhalb der Karibischen Gemeinschaft (CARICOM) zu finden, die die Wirtschaft des Landes nachhaltig trafen. Dabei etablierte er sich schnell als direkter und offener Sprecher der Position seiner Regierung. Seine Drohung von September 1985 Repressalien gegenüber Trinidad und Tobago einzuführen, wenn dieses nicht die Vereinbarungen von Nassau zum Internationalen Handel durchführen, hatte das Ergebnis nachfolgender offenbar konstruktiver Gespräche mit dem Premierminister Trinidad und Tobago, George Michael Chambers, beim Gipfeltreffen der Regierungschefs des Commonwealth im Oktober 1985 in Nassau. Nach dem Tode von Adams konnte er sich auch schnell als Vorsitzender der BLP etablieren, allerdings gab es parteiinterne Streitigkeiten, die er durch die Ernennung eines neuen Stellvertretenden Premierministers ausräumte. Nach der Wahlniederlage der BLP folgte ihm am 29. Mai 1986 Errol Walton Barrow von der Democratic Labour Party (DLP) als neuer Premierminister.
Den Parteivorsitz übergab er 1994 an Owen Arthur, der die BLP im gleichen Jahr zum Wahlsieg führte und Premierminister wurde. Am 7. September 1994 berief ihn Arthur zum Stellvertretenden Premierminister. Für seine Verdienste wurde er im November 1994 außerdem als Knight of St Andrew des Order of Barbados in den Adelsstand erhoben und durfte den Namenszusatz Sir führen. 1999 schied er aus dem Kabinett aus und gab dann 2003 sein auch Mandat im House of Assembly ab.